# Arling (Gemeinde Taiskirchen)
Arling ist eine Ortschaft im oberösterreichischen Innviertel und Teil der Gemeinde Taiskirchen im Innkreis im Bezirk Ried im Innkreis.

## Gliederung
Die Ortschaft ist auf folgende Siedlungen aufgeteilt:
- Arling (Rotte)
- Gferat (Weiler)

## Geschichte
Der Name der Ortschaft lautete ursprünglich „Adelgering“ (urkundliche Erwähnung 1414) und leitet setzt sich aus dem Personennamen Adalger und der Endung -ing zusammen. Der Name Gferat bedeutet „Föhrenwald“.